# Acacia implexa
Acacia implexa — вид квіткових рослин з родини бобових. Ареал: Австралія (Австралійська столична територія, Новий Південний Уельс, Квінсленд, Тасманія, Вікторія).

## Середовище
Дерево зазвичай зустрічається на родючих рівнинах і в горбистій місцевості, де воно зазвичай є частиною відкритих лісових угруповань і росте на неглибоких, більш сухих піщаних і глинистих ґрунтах.

## Біоморфологічна характеристика
Це довговічне дерево середнього розміру з вертикальним габітусом і відкритою кроною, яке зазвичай досягає висоти від 5 до 15 метрів і ширини від 4 до 10 метрів. Дерево може мати один або кілька стовбурів з грубою сіруватою корою. Гілочки зазвичай злегка вкриті восковим нальотом, але не помітно ребристі. Філодії світло-зелені, тонкі, серпопуваті, у довжину до 20 см і вшир від 6 до 25 мм, мають від трьох до семи помітних жилок і багато інших більш слабких, які є паралельними та розгалуженими. Цвіте влітку, з сильним ароматом. Квіткові головки мають діаметр від 5 до 6 мм і містять від 30 до 52 квіток від кремового до блідо-жовтого кольору. Стручки лінійної і закрученої до звивистої форми завдовжки 25 см і вшир 4–7 мм.